# Montañas de las Islas Panonias
Las Montañas de las Islas Panonias (serbio: Panonske ostrvske planine, Панонске острвске планине) es el nombre de unas montañas localizadas en el sur de la llanura panónica, en la provincia serbia de la Voivodina. Las Montañas de las Islas Panonias incluyen las montañas de Fruška Gora y Vršac. Estas montañas fueron islas del antiguo mar de Panonia, que desapareció hace unos 600.000 años.
Las montañas incluyen:
Croacia
- Montañas de Eslavonia central:
  - Dilj
  - Krndija
  - Papuk
  - Psunj
  - Požeška Gora
- Medvednica en el oeste de Croacia

Hungría

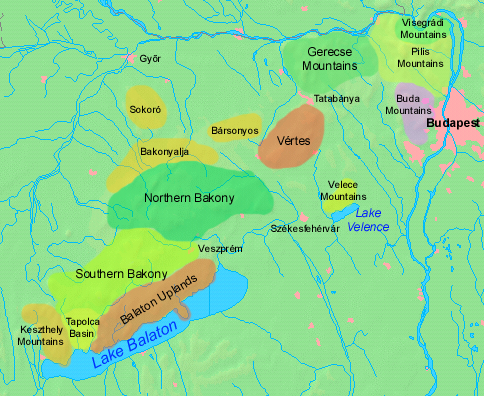
Montañas del Transdanubio en Hungría

- Montañas Transdanubianas del oeste de Hungría
  - Bakony
  - Colinas Buda
  - Gerecse
  - Montañas Pilis
  - Colinas Vértes
  - Montañas Velence
- Mecsek, en el sur de Hungría
- Montañas Kőszeg (Geschriebenstein), Colinas en la frontera entre Hungría y Austria
- Colinas Baranya

Serbia (provincia de Vojvodina)
- Fruška Gora
- Montañas Vršac